# Ваздушно-десантна војска
Ваздушно десантна војска (ВДВ) је род војске намењен за напад на непријатеља из ваздуха и обављање задатака у непријатељској позадини по спуштању на земљу, уништавање и онеспособљавање надземних елемената високопрецизног оружја, прекидање веза и уништавање резерви, изазивање кварова на комуникацијама у непријатељској позадини, као и прикривање (одбрана) појединих праваца, рејона, напад са бокова, блокирање и уништавање падобранске живе силе противника, пробој кроз непријатељске линије и др. задатке. ВДВ се такође користе као снаге за брзо реаговање.
Главни начин извођења десанта код ВДВ јесте појединачно искакање падобранаца али се може вршити и у низу тзв. садњом (сејањем) падобранаца.Јединице се такође могу избацивати из хеликоптера; током Другог светског рата, за транспорт и избацивање падобранаца практиковале су се једрилице.
У различитим државама користе се различити називи за овај род војске:ваздушна пешадија, крилата пешадија, снаге (војска) за брзо реаговање, аеромобилна војска, высокомобильные десантные войска, високомобилна десантна војска, командоси(британски командоси), и други.
Састоји се из централног органа војне управе (управе, штаба) формација, јединица одељења и већих организационих јединица (на пример, у Русији:Рјазањска виша ваздушно-десантна командна школа).
Увреме мира Ваздушно десантна војска обавља своје основне задатке одржава мобилизациону и борбену готовост на нивоу који је неопходан за успешно решавање постављених задатака.

## Историја
Прва употреба Ваздушно десантне војске забележена је приликом десанта којим је 10. маја 1940. године заузето белгијско утврђење Ебен-Емаел.